# ماجرای پو و هفالومپ
ماجرای پو و هفالومپ (به انگلیسی: Pooh's Heffalump Movie) انیمیشنی در ژانر موزیکال، کمدی و ماجراجویی است که توسط دیزنی تون استودیوز به کارگردانی فرانک نیسن ساخته و در سال ۲۰۰۵ منتشر شده‌است. این فیلم بر اساس داستان‌های وینی د پو نوشته آ. آ میلن، پس از انیمیشن‌های ماجرای تیگر و ماجرای پیگلت ساخته شده شد.

## داستان
در جنگل صداهای عجیبی همه را می‌ترساند. ربیت می‌گوید این صدای حیوانی بزرگ است به نام «هفالومپ» که یک هیولا است. همه ترسیده‌اند اما «رو» می‌رود تا هفالومپ را شکار کند تا اینکه…